# Pachymantis
Pachymantis es un género de mantis de la familia Hymenopodidae. Tiene dos especies:
- Pachymantis bicingulata
- Pachymantis dohertii